# Johann Nepomuk Strixner
Johann Nepomuk Franz Xaver Strixner, född den 28 juli 1782 i Altötting, död 1855, var en tysk litograf.
Strixner, som studerade för Hermann Mitterer, var till en början kopparstickare. Han övergick efter 1809 till stentrycket och blev en av de främsta samtida tyska utövarna av denna konst. Han var verksam i München och Stuttgart. Han utgav i faksimile Albrecht Dürers "Gebetbuch", handteckningar av gamla mästare samt målningar ur galleriet i München och bröderna Boisserées samling av medeltidskonst.